# میتربرگ
میتربرگ (به آلمانی: Mitterberg) یک منطقهٔ مسکونی در اتریش است که در Expositur Gröbming واقع شده‌است. میتربرگ ۱۷٫۳۰ کیلومتر مربع مساحت دارد ۷۹۱ متر بالاتر از سطح دریا واقع شده‌است.